# Неплюевы
Неплюевы — древний дворянский род, из московских бояр.
Род записан в Бархатную книгу. При подаче документов (01 февраля 1686) для внесения рода в Бархатную книгу, была предоставлена родословная роспись Неплюевых.
В Гербовник внесены две фамилии Неплюевых:
1. Потомство Гланды Камбилы, выехавшего к великому князю Александру Невскому (Герб. Часть VI. № 9).
2. Неплюевы, жалованные поместьями (1556) (Герб. Часть I. № 61)[3].

## Происхождение и история рода
Происходящий якобы от боярина Андрея Ивановича Кобылы, праправнук которого, Фёдор Иванович, по прозвищу Неплюй (V колено), живший во время княжения Василия Тёмного, был родоначальником Неплюевых.

## Представители
- Неплюев Протасий Назарьевич - московский дворянин (1629-1668).
- Неплюев Роман Иванович - московский дворянин (1636-1640).
- Неплюев Давыд Никифорович - московский дворянин (1636-1668).
- Неплюев, Семён Протасьевич, думный дворянин, воевода в Севске, Чернигове и Курске.
- Неплюев, Леонтий Романович, -  боярин, киевский воевода.
- Неплюевы: Родион и Никита Сергеевичи, Иван Яковлевич, Иван и Василий Степановичи, Давыд Ильин, Александр Данилович - московские дворяне (1676-1692).
- Неплюевы: Пётр Иванович, Константин Васильевич, Леонтий Александрович, Пётр, Емельян и Афанасий Давыдовичи - стольники (1680-1692)[4].

- Неплюев Иван Никитич (1672—1709), двоюродный племянник предыдущего, новгородский помещик. Приходился праправнуком Семёна Васильевича Неплюева, который во времена Ивана Грозного был вынужден удалиться в Литву, оставив в России, на попечении своей родственницы княгини Анны Семёновны Воротынской, сына Ивана. Сам Семён Васильевич был внуком Гавриила Фёдоровича и правнуком Фёдора Ивановича — родоначальника рода Неплюевых. Жена - княжна Марфа Петровна Неплюева (ур. Мышецкая) (1673—1715). 
  - Неплюев, Иван Иванович (5.11.1693, Наволок — 11.11.1773, Поддубье), адмирал, дипломат, устроитель Оренбургского края. Жена (1711/1712) - Федосья Фёдоровна (ур. Татищева) (1695—1740). Вторая жена (1741) - Анна Ивановна (ур. Панина) (1717—1745).
    - Неплюев, Адриан Иванович (19.08.1712, Поддубье — 8.11.1750, Константинополь), дипломат, статский советник.
    - Римская-Корсакова (ур. Неплюева) Мария Ивановна (14.07.1714, Поддубье — 31.07.1769, Санкт-Петербург). Муж - Воин Яковлевич Римский-Корсаков (1702—1757).
    - Лунина (ур. Неплюева) Анна Ивановна (19.01.1730, Константинополь — 14.08.1781). Муж - Михаил Киприанович Лунин (1730—1781).
    - Неплюев, Николай Иванович (12.05.1731, Константинополь — 24.05.1784, Санкт-Петербург), вице-президент Коммерц-коллегии, сенатор. Первая жена (1751) - княжна Татьяна Фёдоровна (ур. Мещерская) (1730—1755). Их дети: Иван, Николай (умер в ребенком), Сампсон (умер в младенчестве). Вторая жена (1760) - Агриппина Александровна (ур. Нарышкина) (1731—?). Их дети: Елена, Феодосия (умерли в младенчестве), Дмитрий, Александра (умерла в младенчестве).
      - Неплюев, Иван Николаевич (26.03.1752 — 06.07.1823, Санкт-Петербург), минский губернатор, сенатор, член Государственного совета; тайный советник. Жена - Наталья Васильевна (ур. Самарина) (1777—1836).
        - Неплюев, Иван Иванович (1800/1802—1858, Санкт-Петербург), полковник Киевского гусарского полка. Объявил родовую усадьбу Поддубье майоратным владением. Жена (1824) - баронесса Берта Васильевна (ур. Дибич) (1794—1869).
          - Неплюев, Николай Иванович (30.10.1825, Санкт-Петербург — 17.01.1890, Черниговская губерния), тайный советник, черниговский губернский предводитель дворянства. Жена (1849) - баронесса Александра Николаевна (ур. Шлиппенбах) (1827—1917).
            - Неплюев, Николай Николаевич (11.09.1851 Ямполь, Черниговская губерния — 21.01.1908 Черниговская губерния), богослов, религиозный деятель Черниговской епархии.
            - Уманец (ур. Неплюева) Мария Николаевна (24.5.1853—1931). Муж (1874) - Михаил Михайлович Уманец (ум. 24.10.1888).
            -  Неплюева Ольга Николаевна (14.10.1859—1944).

          - Шуленбург (ур. Неплюева) Наталья Ивановна (17.02.1827—1856). Муж - граф Карл фон-дер-Шуленбург (ум. 1874).
          - Урусова (ур. Неплюева) Александра Ивановна (15.05.1828—1855). Муж - князь Валерий Семёнович Урусов (1825 — ?).
          - Неплюев Иван Иванович (03.03.1830—1903). Жена - Софья Васильевна (ур. Абрамова) (1835—1910).
          - Неплюев Василий Иванович (13.08.1831—1895). Жена (1860) - Наталья Петровна (ур. Бем). Имел трёх детей: Мария (1862—?) — замужем за генерал-майором Николаем Валерьевичем Урусовым (1860—1912), Иван (1866—07.02.1905) и Пётр.
          -  Неплюев Дмитрий Иванович (12.05.1833—1867).

        -  Енгалычева (ур. Неплюева) Мария Ивановна (1805—1871). Муж (1823) - князь Эльпидифор Парфентьевич Енгалычев (1802—1853).

      - Неплюев, Дмитрий Николаевич (1763 — 1806, Санкт-Петербург), генерал-майор, статс-секретарь императора Павла I, тайный советник.

Из младшей ветви рода происходил Александр Иванович Неплюев, генерал-майор, у которого был сын:
- Неплюев, Семён Александрович (1744—1804), глава Орловского наместничества.